# 풀미나타 제12군단

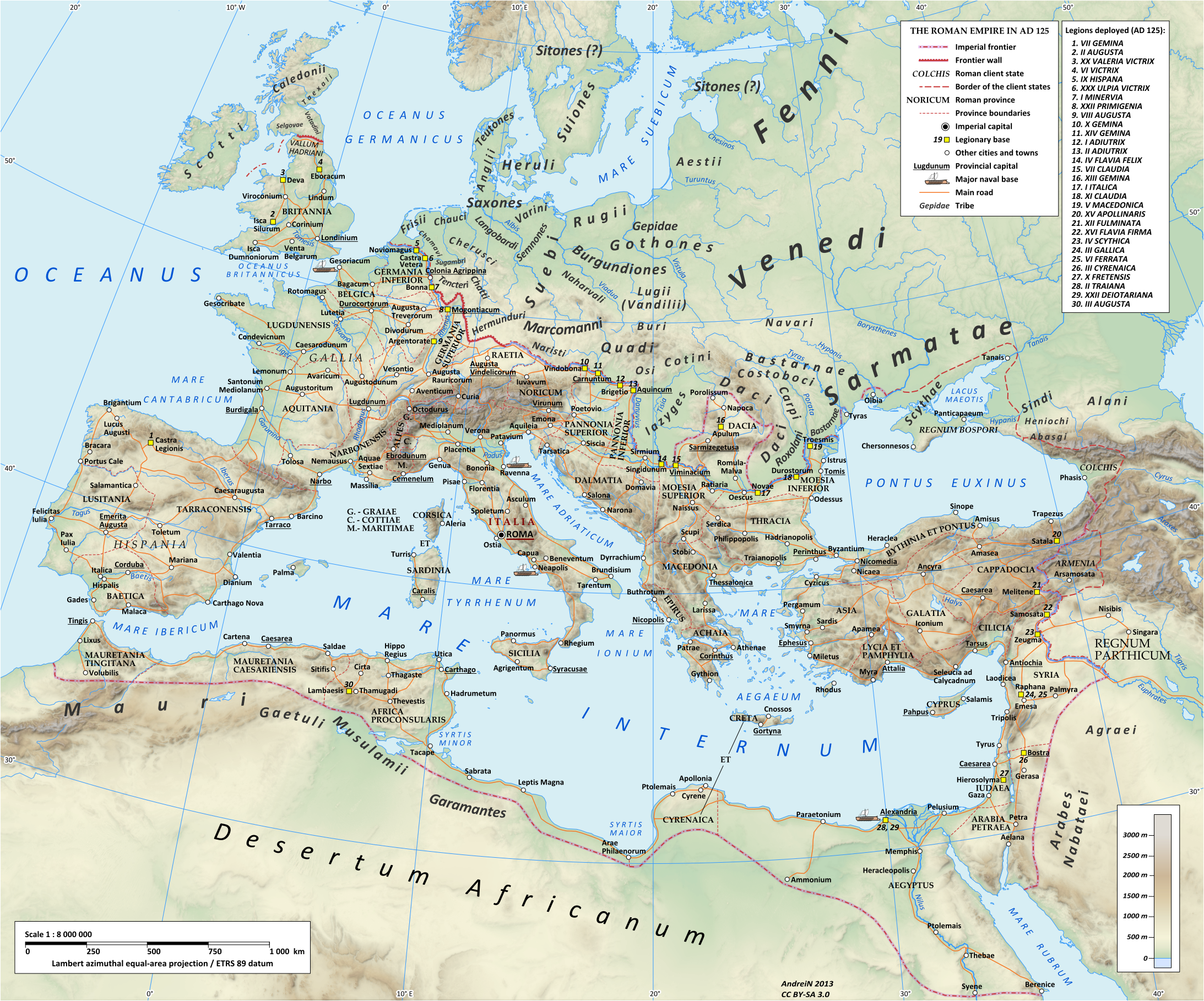
카파도키아 속주의 멜리테네 (터키의 말라티아)에서 서기 71년부터 4세기까지 주둔한 풀미나타 제12군단를 나타내는 하드리아누스 황제 시기인 125년의 로마 제국 지도

풀미나타 제12군단 (Legio duodecima Fulminata, "벼락의 제12군단")은 로마 제정 시기 군대의 군단으로, Paterna, Victrix, Antiqua, Certa Constans, Galliena라는 이름을 지니기도 했다. 기원전 58년 율리우스 카이사르가 징집한 것에서 기원을 하며, 갈리아 전쟁 기간인 기원전 49년까지 카이사르와 함께 했다. 5세기가 시작될 무렵에도 멜리테네 인근에서 유프라테스강을 지키기도 했다. 군단의 상징은 벼락 (방패의 풀멘)이었다. 수 세기가 흘러서는 잘못된 명칭이지만 Legio Fulminatrix, 천둥의 군단이라고 흔히 불렸다.

## 역사

### 공화정 시절
제12군단은, 아마도 잘 알려져 있을 터이지만, 네르비인들과 교전했었고, 알레시아 공방전에도 참전했을 것이다. 12군단은 카이사르가 폼페이우스를 격퇴시킨 파르살루스 전투 (기원전 48년)에서도 참전했다. 카이사르가 내전을 마친 후, 제12군단은 Victrix라는 이름이 붙여졌고, 기원전 43년에  레피두스와 마르쿠스 안토니우스의 사병이 되었다. 마르쿠스 안토니우스는 XII Antiqua라는 명칭으로 개명된 12군단을 파르티아 제국 원정에서 지휘했다.
아우구스투스 집권기 말기에, 풀미나타 제12군단은 라파나를 주둔지로, 시리아 속주에서 복무했다.

### 제정 시절

#### 파르티아 원정
오늘날 이란과 이라크에 해당하는 파르티아 제국의 왕 볼로가세스 1세는 서기 58년에 로마의 위성국이던 아르메니아를 침공했다. 네로 황제는 신임 카파도키아의 레가투스인 그나이우스 도미티우스 코르불로에게 이 일을 해결할 것을 명령했다. 코르불로는 갈리카 제3군단, 페라타 제6군단과 더불어 모이시아의 스키티카 제4군단으로 파르티아군을 격퇴하고, 티그라네스 6세를 아르메니아 왕위로 다시 즉위시켰다. 서기 62년에, 풀미나타 12군단은 IV 스키티카 4군단과 합류하여, 신임 카파도키아 레가투스 루키우스 카센니우스 파이투스의 지휘를 받았다. 두 군단은 란데이아 전투에서 파르티아, 아르메니아 연합군에게 패배했으며, 전투에서 항복한 이 군단들은 불명예를 입고 전쟁에서 제외됐다.

#### 제1차 유대-로마 전쟁
66년에, 열심당의 반란군들이 예루살렘의 로마 수비대들을 전멸시키자, 풀미나타 제12군단은 스키티카 4군단과 VI 페라타 6군단 소속의 벡실라티오들과 함께 진압을 위해 보내졌다. 이 병력들은 시리아 속주의 레가투스 가이우스 케스티우스 갈루스가 이 군단이 너무나 약하다는 걸 깨닫고 돌려보냈다. 돌아오던 길에, 풀미나타 제12군단은 베스 호론 전투에서 엘레아자르 벤 시몬에게 기습 공격을 받고 패했으며, 군단의 아퀼라마저도 잃고 말았다. 하지만, 풀미나타 12군단은 전쟁 후반기에 잘 싸웠고, T. 플라비우스 베스파시아누스의 성공적인 황제 자리 경합에서 자신들의 지휘관 비스파시아누스를 지지했다. 전쟁이 끝나고 나서, 풀미나타 12군단과 플라비아 피르마 16군단은 멜리테네를 주둔지로 하는, 유프라테스강 국경 방범을 위해 보내졌다.

#### 동부 국경 수비

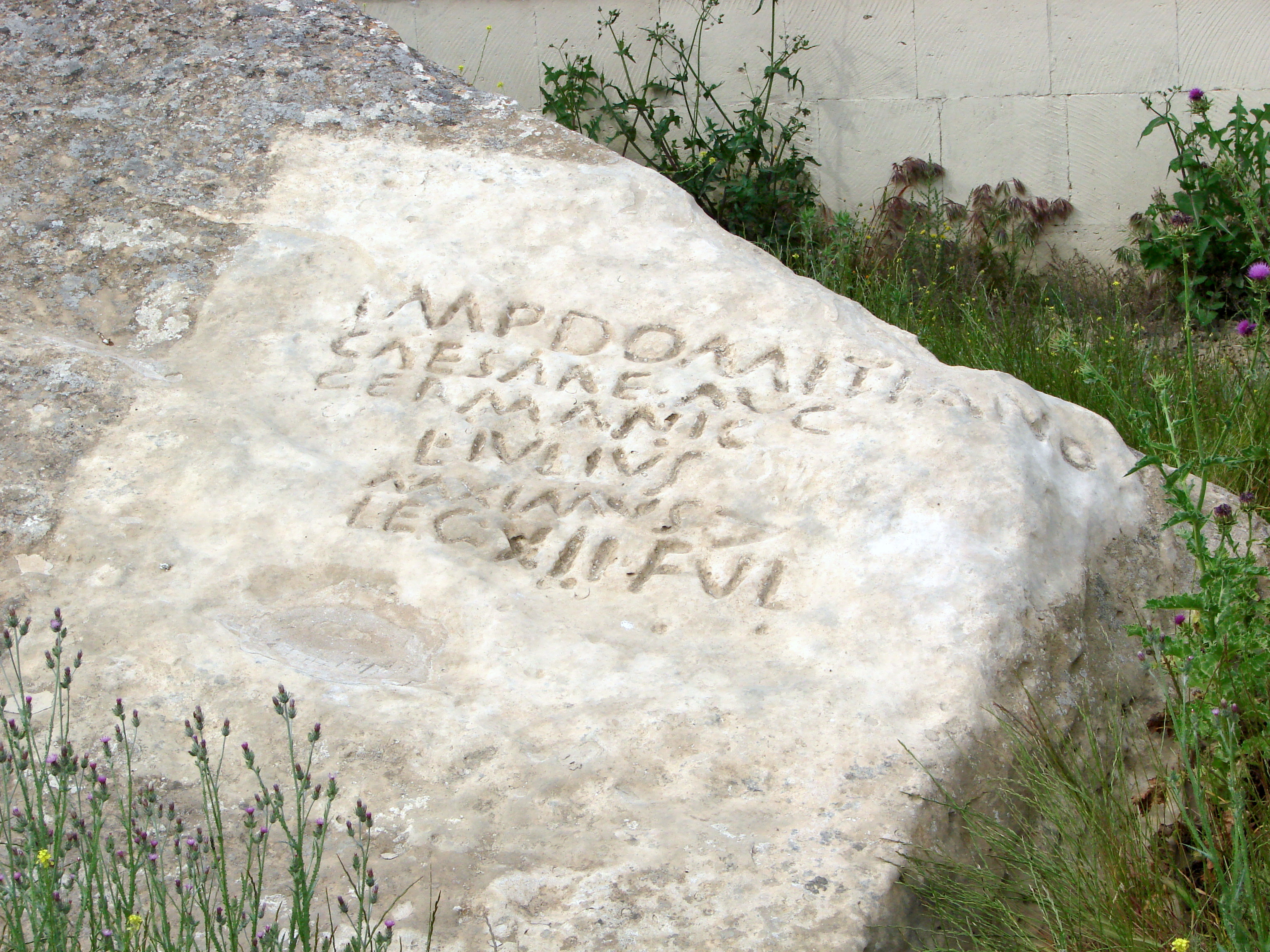
풀미나타 제12군단이 남긴 아제르바이잔 Boyukdash (바쿠 인근)의 비문

서기 75년, 풀미나타 12군단은 베스파시아누스가 동맹국인 이베리아 및 알바니아 왕국들을 지원하기 위해 군단을 보냈던 캅카스에 있었다. 이 시기의 것으로 보이는 한 비문이 오늘날 아제르바이잔에서 발견됐고, 다음과 같이 쓰여 있다:
IMP DOMITIANO CAESARE AVG GERMANIC, LVCIVS IVLIVS MAXIMVS CENTVRIO LEG XII FVL
임ㅍ(ㅔ라토르) 도미티니아누스 카이사르 아우ㄱ(ㅜ스투스) 게르마니쿠스(께), 풀(미나타) 제12 군(단) (출신의)루시우스 율리우스 막시무스(가 남김).

일부 역사가들은  바쿠 인근의 라마나는 서기 84-96년경 풀미나타 제12군단의 루키우스 율리우스 막시마스의 로마군이 세웠을 것이며 라마나의 명칭도 라틴어 로마나 (Romana)에서 유래했다고 주장했다. 1903년에 러시아의 행정관들은 캅카스의 군용 및 지형 지도를 출판했는데, 이 지도에서 라마나를 "로마나"라는 마을을 언급하며, 아브셰론반도에서 로마의 유물들이 발견됐고, 그곳의 나이든 거주민들이 자신들의 마을을 로마니라고 나타낸다는 것을 기록했다라는 사실들은 이 이론들의 신빙성 을 더한다.
12군단은 아르메니아 왕국 합병으로 끝이 난, 트라야누스의 114년 원정 기간 아르메니아에 있었을 것이다.
134년에, 알란족의 위협은 카파도키아의 총독, 아리아노스가 풀미나타 12군단과 아폴리나리스 15군단의 도움을 받아 알란족 침입자들을 격퇴시키며 진압되었다.

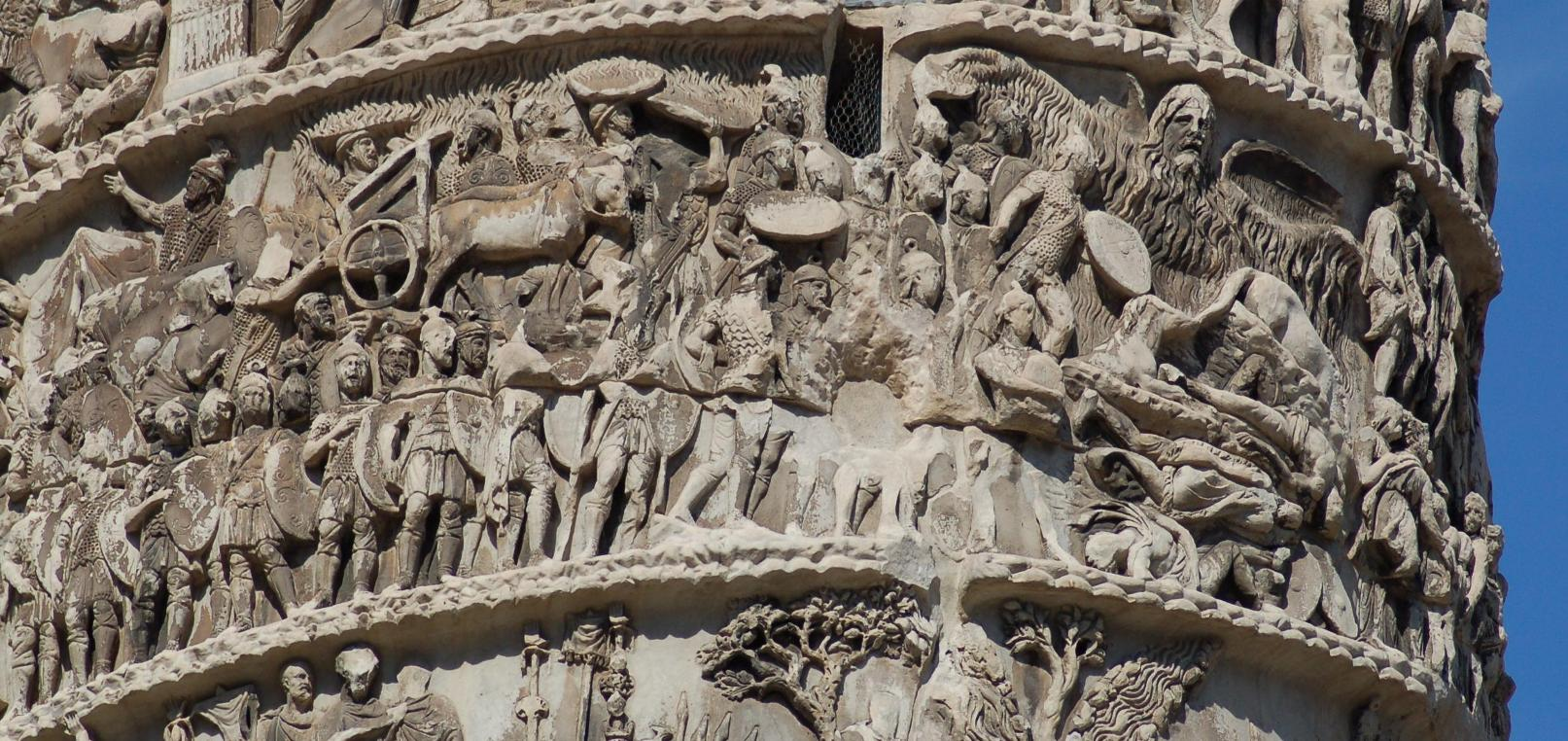
로마에 있는 마르쿠스 아우렐리우스 원주에 묘사된 "비의 기적".

12군단은 만일 12군단과 15군단의 혼성 부대가 새롭게 정복한 아르메니아의 수도 아르탁사타를 통제하고 있었다면,162-166년 동안의 루키우스 베루스 황제의 파르티아 전쟁에 참전했을 것이다. 마르쿠스 아우렐리우스 황제는 오늘날 슬로바키아 지역에 거주한 쿠아디족이라는 부족에 맞선 전쟁에서 풀미나타 12군단을 지휘했고 기적적인 비와 천둥이 패배에서 12군단의 부대를 구했다는 이아기가 사료들에서 기록됐다. 이 당시, 12군단의 대다수가 주로 기독교인들로 이뤄졌었다. 이 기적이 마르쿠스 아우렐리스 황제로 하여금 기독교인들에 대한 박해를 금지하는 칙령을 내리게 했다는 믿음이 있으나, 이 이야기는 위조된 기록을 바탕으로 한 것으로 보인다.
아비디우스 카시우스가 반란을 일으킨, 175년에, 12군단이 멜리테네에 있었고, 황제에게 충성하던, 12군단은 Certa Constans, "충실히 변함없는"이라는 별칭을 얻었다.
페르티낙스 황제가 사망한 후, 193년에, 풀미나타 12군단은 시리아 속주 총독, 페스켄니우스 니게르를 지지했으나, 그는 셉티미우스 세베루스 황제에게 패하고 말았다. 로마의 동부 국경이 유프라테스강에서 티그리스강으로 옮겨질 때, 12군단은 후방에 남게 되었는데,세베루스의 경쟁 상대를 지지한 것에 대한 처벌일 것이다.
군단 주변의 멜리테네는 기독교 신앙이 전파된 첫 장소들 중 하나였다. 폴리에욱투스는 발레리아누스 황제 시기의 순교자로, 12군단의 병사였다.
사산 제국은 동부 지역 로마에게 최대의 위협이었다. 사산조의 왕 샤푸르 2세는 아폴리나리스 15군단의 주둔지, 사탈라 (256)를 정복했고,  트라페주스 (258)를 약탈했다. 샤푸르 2세에 맞서 발레리아누스 황제가 움직였지만, 패배하고 포로로 붙잡혔다. 이 패배는 서방의 갈리아 제국과 동방의 팔미라 제국 분리 독립과 함께 로마 제국의 부분적인 붕괴를 야기했다. 풀미나타 12군단이 팔미라 제국의 통치자 오다이나투스의 통제하에 있던 곳으로 알려져 있고, 갈리에누스 황제는 12군단에 Galliena라는 칭호를 내려주기도 했다.
이 사건들 후로는, 풀미나타 군단의 기록들은 거의 없다. 팔미라 제국이 아우렐리아누스에게 재정복되었고, 디오클레티아누스 황제는 사산 제국을 격퇴하고 국경을 메소포타미아 북부로 이동시켰다. 이 군사 작전에 참여한 것으로 보이는 12군단은 5세기가 시작한 무렵에 멜리테네에서 유프라테스강 국경을 지키고 있다고 기록됐다 (노티티아 디그니타툼).

## 확인된 인원
| 성명                                        | 계급                      | 시기               | 속주       | 출처                        |
| ------------------------------------------- | ------------------------- | ------------------ | ---------- | --------------------------- |
| 칼라비우스 사비누스                         | 레가투스                  | 62년               | 아르메니아 | 타키투스, 로마 편년사, XV.7 |
| 푸블리우스 툴리우스 바로                    | 레가투스                  | 120년과 125년 사이 |            | 《CIL》 XI, 3364            |
| 퀸투스 카이킬리우스 마르켈루스 덴틸리아누스 | 레가투스                  | c. 141-c. 144      |            | 《CIL》 VIII, 14291         |
| 마르쿠스 도미티우스 발레리아누스            | 레가투스                  | ? 227-? 229        |            |                             |
| 섹스투스 율리우스 포세소루스                | 프리무스 필루스           | 1세기 사분기       |            | 《CIL》 II, 1180            |
| 루키니우스 네라티우스 마르켈루스            | 트리부누스 라티클라비우스 | 73년 이전          |            | 《CIL》 IX, 2456 = ILS 1032 |
| 가이우스 미니키우스 푼다누스                | 트리부누스 라티클라비우스 | 95년 이전          |            |                             |
| 퀸투스 보코니우스 삭사 피두스               | 트리부누스 라티클라비우스 | 115년과 118년 사이 |            | IGRR III.763 = ILS 8828     |
| 가이우스 율리우스 스카풀라                  | 트리부누스 라티클라비우스 | 140년대            |            | IG II/III 2.4212            |
| 아울루스 율리우스 폼필리우스 피소           | 트리부누스 라티클라비우스 | 160년경            |            | 《CIL》 VIII, 2745          |
| 루키우스 알루스 볼루시아누스                | 트리부누스 라티클라비우스 | 175년 이후         |            | AE 1972, 179                |
| 마르쿠스 아일리우스 아우렐리우스 테오       | 트리부누스 라티클라비우스 | 3세기 초           |            | 《CIL》 XI, 376             |

## 대중 문화
릭 라이어던의 소설 넵툰의 아들에서, 12군단은 로마가 멸망한 후, 로마 신들을 따라 아메리카 대륙으로 갔다.
미하일 불가코프의 소설 거장과 마르가리타에서, 폰티우스 필라테는 카이파스와 만나는 동안에 12군단을 언급한다. 그는 미래의 유대 반란에 대한 피비린내 나는 평화에 아랍 기병 보조군과 함께 12군단을 사용할 것이라 위협한다.

## 같이 보기
- 세바스테의 40명의 순교자, 카이사리아의 바실가 기독교 순교자로 묘사한 풀미나타 12군단의 병사 무리.[13]
- 로마 군단 목록